# Areias
Areias  este un oraș în São Paulo (SP), Brazilia. 